# John Ekels
John Ekels (* 2. Dezember 1940 in Jakarta, Niederländisch-Indien) ist ein ehemaliger kanadischer Segler.

## Erfolge
John Ekels, der Mitglied im Royal Vancouver Yacht Club war, nahm in der Bootsklasse Soling an den Olympischen Spielen 1972 in München teil. Gemeinsam mit Paul Côté war er Crewmitglied von Skipper David Miller und gewann mit diesen die Bronzemedaille, als sie die im Olympiazentrum Schilksee in Kiel stattfindende Regatta dank 47,1 Punkten hinter dem von Harry Melges angeführten US-amerikanischen und dem von Stig Wennerström angeführten schwedischen Boot auf dem dritten Platz beendeten. Ein Jahr später gewannen sie zusammen die nordamerikanischen Meisterschaften, ehe die Crew nach Millers Karriereende auseinanderging.
1989 wurde er wie Miller und Côté in die British Columbia Sports Hall of Fame aufgenommen.